# Ralph Beard
Ralph Milton Beard Jr (Hardinsburg (Kentucky), 2 de dezembro de 1927 - Louisville (Kentucky), 29 de novembro de 2007) foi um basquetebolista profissional estadunidense.

## Biografia
Ralph Beard nasceu na pequena cidade de Hardinsburg e aos 17 anos ingressou para a Universidade do Kentucky onde defendeu o Kentucky Wild Cats entre 1945 e 1940 sendo escolhido para o NCAA All-American Team em 1947, 1948 e 1949,
Participou com a Seleção Estadunidense de Basquetebol Masculino dos Jogos Olímpicos de Verão de 1948 em Londres que conquistou a Medalha de Ouro. Juntamente com outros quatro companheiros de Kentucky Wild Cats, que também conquistaram a Medalha Olímpica, fizeram parte do mítico time chamado "Fabulous Five".
No ano de 1949 quando a Basketball Association of America (BAA) e a National Basketball League (NBL) formando a National Basketball Association (NBA) os cinco campeões olímpicos que haviam jogado por Kentucky decidiram fundar uma franquia na nova liga, emprestaram U$ 30.000 e fundaram o Indianapolis Olympians (em referência a Medalha de Ouro Olímpica). Ralph Beard disputou apenas duas temporadas nos Olympians, acabou sendo banido da NBA por causa de um escândalo de manipulação dos resultados dos jogos.

## Estatísticas na NBA
| Temporada | Franquia               | PR | %CP  | %LL  | TR  | AP  | Pts  |
| --------- | ---------------------- | -- | ---- | ---- | --- | --- | ---- |
| 1949-1950 | Indianapolis Olympians | 60 | .363 | .762 |     | 233 | 895  |
| 1951-1952 | Indianapolis Olympians | 66 | .368 | .775 | 251 | 318 | 1111 |

fonte:basketball-reference.com